# Robert Weakley

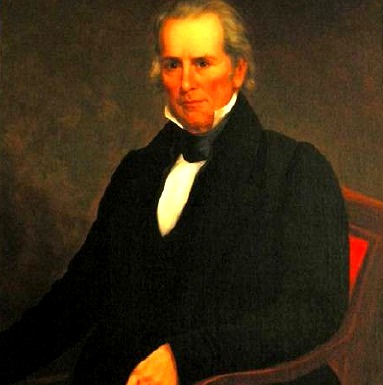
Robert Weakley

Robert Weakley (* 20. Juli 1764 im Halifax County, Colony of Virginia; † 4. Februar 1845 bei Nashville, Tennessee) war ein US-amerikanischer Politiker. Zwischen 1809 und 1811 vertrat er den Bundesstaat Tennessee im US-Repräsentantenhaus.

## Werdegang
Robert Weakley besuchte die öffentlichen Schulen in Princeton (New Jersey). Ab dem Jahr 1780 nahm er als Soldat der Kontinentalarmee am Unabhängigkeitskrieg teil. 1785 zog er in den westlichen Teil von North Carolina, aus dem später der Staat Tennessee entstand. In seiner neuen Heimat arbeitete Weakley in der Landwirtschaft. Im Jahr 1789 war er Mitglied der Versammlung, die für den Staat North Carolina die Verfassung der Vereinigten Staaten ratifizierte. Nach der Gründung Tennessees wurde er im Jahr 1796 in das Repräsentantenhaus des neuen Staates gewählt. Politisch wurde er Mitglied der von Präsident Thomas Jefferson gegründeten Demokratisch-Republikanischen Partei.
Bei den staatsweit ausgetragenen Kongresswahlen des Jahres 1808 wurde Weakley für das zweite Abgeordnetenmandat von Tennessee in das US-Repräsentantenhaus in Washington, D.C. gewählt, wo er am 4. März 1809 die Nachfolge von George W. Campbell antrat. Bis zum 3. März 1811 konnte er eine Legislaturperiode im Kongress absolvieren. Im Jahr 1819 wurde Weakley Unterhändler im Dienst der Bundesregierung, um mit den Chickasaw-Indianern zu verhandeln. In den Jahren 1823 und 1824 saß er im Senat von Tennessee. 1845 gehörte er einer Kommission zur Überarbeitung der Staatsverfassung an. Er starb am 4. Februar 1845 auf seinem Anwesen in der Nähe von Nashville.